# Pachyrhachis
Pachyrhachis – rodzaj jednego z najstarszych znanych węży; żył na terenach dzisiejszego Izraela w cenomanie (środkowa kreda), około 100 milionów lat temu. Wąż ten miał jeszcze stosunkowo dobrze rozwinięte tylne kończyny. Przystosowany do życia w morzach. Osiągał długość 1 metra. Jedynym gatunkiem jest Pachyrhachis problematicus.
Autor opisu Pachyrhachis, Georg Haas, pierwotnie uznał go za bliskiego krewnego rodzaju Simoliophis i zaliczył go do rodziny Simoliopheidae. Haas nie zaliczył jednak tej rodziny do węży; uznał za bardziej prawdopodobne, że Simoliophis i Pachyrhachis były jaszczurkami z grupy Varanoidea. W późniejszych publikacjach Haas był mniej pewny, jaka była pozycja filogenetyczna Pachyrhachis w obrębie gadów łuskonośnych. Haas zwracał uwagę, że u Pachyrhachis występowały zarówno niektóre cechy budowy szkieletu charakterystyczne dla węży, jak i niektóre cechy przedstawicieli Varanoidea; nie był jednak pewien, czy Pachyrhachis był formą pośrednią między tymi dwiema grupami gadów łuskonośnych czy też jego podobieństwo do węży było jedynie wynikiem konwergencji. Obecnie Pachyrhachis jest zaliczany do węży, lecz jego dokładna pozycja systematyczna pozostaje przedmiotem sporów. Część naukowców uważa go za jednego z najprymitywniejszych węży, lub wręcz za takson siostrzany do węży. Inne badania sugerują jednak, że jest on bardziej zaawansowany ewolucyjnie niż pierwotnie sądzono, stanowiąc prymitywnego przedstawiciela kladu Macrostomata, obejmującego m.in. dusicielowate, połozowate, zdradnicowate i żmijowate, ale nie obejmującego takich rodzin, jak np. ociemkowate czy ślepuchowate. Jeśli potwierdzi się ta druga hipoteza, sugerowałoby to, że zanik kończyn w historii ewolucji węży dokonał się kilka razy, niezależnie u różnych grup tych zwierząt.